# Yamada Kenji (cầu thủ bóng đá)
Yamada Kenji (sinh ngày 15 tháng 3 năm 1989) là một cầu thủ bóng đá người Nhật Bản.

## Sự nghiệp câu lạc bộ
Yamada Kenji đã từng chơi cho Vanraure Hachinohe.